# الجدار الفاصل بين الولايات المتحدة والمكسيك

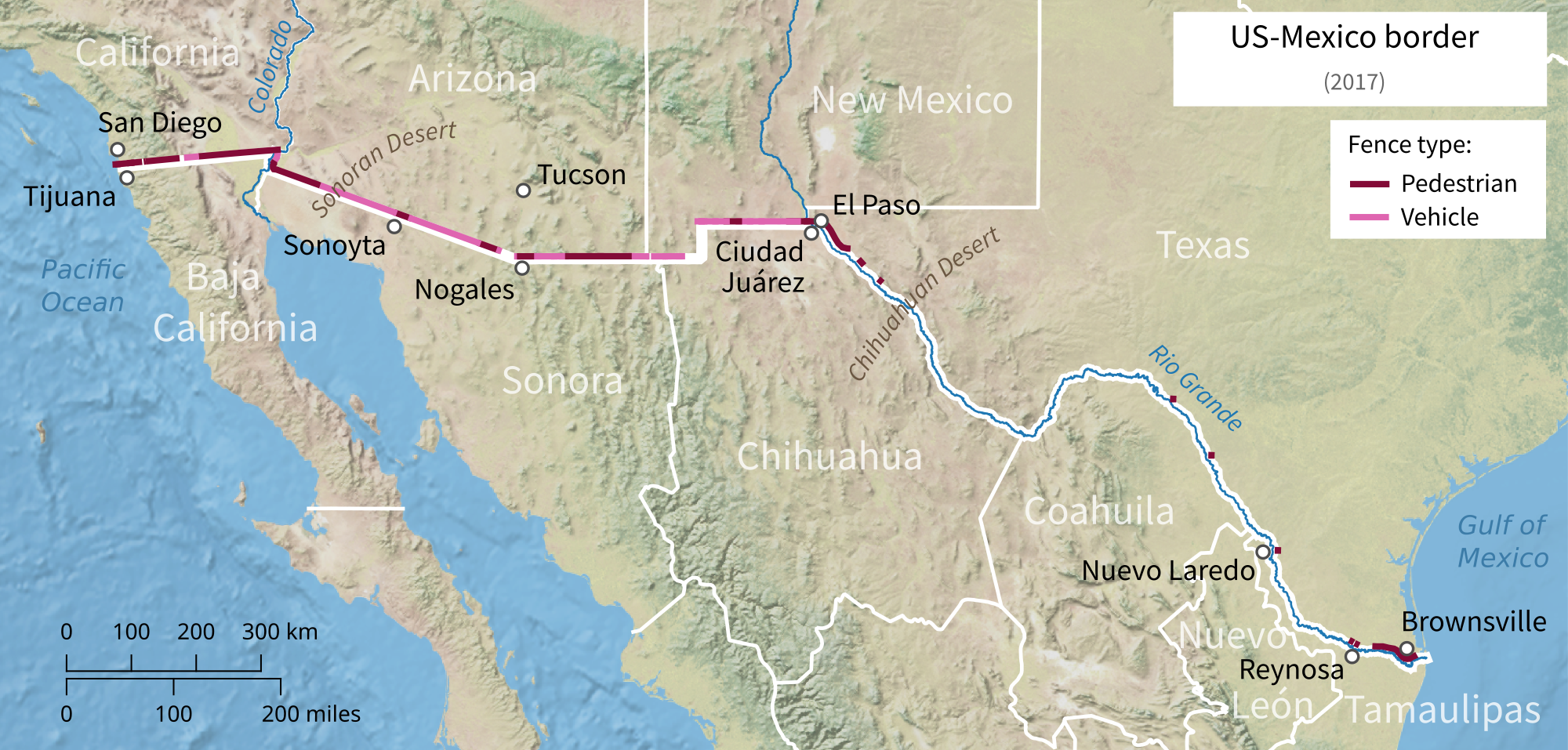

الجدار الفاصل بين الولايات المتحدة والمكسيك هو مشروع جدار حدودي بين الولايات المتحدة والمكسيك ينوي الرئيس الأمريكي دونالد ترامب تنفيذه بتكلفه تقدر بـ5.7 مليار دولار أمريكي.

## روابط خارجية
- This Is What the U.S.–Mexico Border Wall Actually Looks Like. منظمة ناشيونال جيوغرافيك
- The High Cost and Diminishing Returns of a Border Wall
- US–Mexico Border Barriers, Historical Timeline and Summary Statistics